# Vuk Vrčević
Vuk Vrčević (26. února 1811 Risan – 13. srpna 1882 Dubrovník) byl srbský spisovatel, publicista, překladatel a sběratel lidových lyrických básní.

## Životopis
Vuk Vrčević se narodil v rodině písaře a učitele Stefana Vrčeviće a jeho ženy Tody. Jako chlapec pracoval a pomáhal otci na obecním úřadě. Jeho otec, uznávaný úředník a učitel, který bojoval s tuberkulózou, náhle zemřel v roce 1831 a zanechal Vukovu matku a 13 sourozenců v jeho péči. Téhož roku se všichni přestěhovali do Budvy, kde Vrčevićovo první zaměstnání bylo agent obchodní společnosti.
Vrčević se r. 1835 seznámil s Vukem Stefanovićem Karadžićem, který žil v té době v nedalekém Kotoru. Karadžić začal reformovat a standardizovat srbský jazyk a stal se jeho celoživotním spolupracovníkem při sbírání národních lidových písní a pověstí. Spolu s knězem Vukem Popovićem sbíral srbulje (liturgické knihy psané srbskou staroslověnštinou) v Hercegovině a Černé Hoře. Tři Vukové (Karadžić, Popović a Vrčević) s podporou ruských učenců shromáždili téměř všechny zbývající srbulje z Černé Hory.
Vrčević se v roce 1841 stal úředníkem v Budvě a oženil se s dívkou z Kotoru. Po roce 1848 byl překladatelem u soudu v Kotoru. V roce 1852 si zajistil místo v cetinské domácnosti Danila I., knížete Černé Hory (jako vladyka byl Danilo II.), a postupem času, byl vybrán, aby učil Danila italštinu. Kníže ho i s manželkou a dětmi vzal pod svou ochranu. Tato idylická situace ale nevydržela dlouho. V roce 1855 hrozila rakouská invaze do Černé Hory a Vrčević se rozhodl opustit Cetinje.
V letech 1855–1861 působil v Zadaru u guvernéra Dalmácie Lazara Mamuly. Díky vlivu Manuly byl r. 1861 jmenován rakouským vicekonzulem v Trebinje. Byl přispěvatelem do týdeníků Crnogorac a Glas Crnogorca. Po rakousko-uherské okupaci Bosny a Hercegoviny (1878) Rakousko-Uhersko nepotřebovalo konzula v Trebinje, takže Vrčević odešel do důchodu, a po zbytek života se přestěhoval do Dubrovníku, kde zemřel 13. 8.1882.
Vuk Vrčević byl od 16. února 1868 čestným členem Srbské učené společnosti, rytířem černohorského Řádu knížete Danila I. a rakouského Řádu Františka Josefa. Měl syna Steva, který zemřel r. 1907.

### Literární činnost
Vrčević začal svou literární kariéru vydáváním překladů z básnického díla italského básníka Pietra Antonia Domenica Trapassiho, známějšího pod pseudonymem Pietro Metastasio v roce 1839. V Černé Hoře napsal Moralno zabavne i saljivo poučne zagonetke (Morálně zábavné a potutelně naučné hádanky).
V roce 1866 v Trebinje v Hercegovině napsal Srpske Narodne Pesme u Herzegovini (Srbské národní básně) a Tužbalice (Nářky). V roce 1868 vydalo Srpsko naučno društvo v Bělehradě dvě jeho knihy: Srpske narodne pripovetke, kratke i šaljive (Srbské lidové pohádky, krátké a humorné) a Narodne igre (Národní tance). V roce 1870 vyšly v Bělehradě od téhož spolku další dvě knihy: Junačke pesme (Hrdinské básně, kde zmiňuje činy vojvodů revolučního Srbska jako Novica Cerović, Šujo Karadži a mnoho dalších) a Narodne poslovice (Národní přísloví). Vydal v Bělehradě mnoho srbských překladů zahraničních děl, ale jeho největší slávou byla sbírka národních písní, kterou poslal Vuku Karadžićovi k vydání do Vídně.

## Dílo
- Male ženske hercegovačke pjesme, s dodatkom na kraju „hercegovačke napijalice"
- Narodne pripovijetke
- Narodne svakojake igre
- Čitava knjiga odgovora na 347 pitanja Zagrebačke Akademije o pravnim običajima narodnim
- Narodne poslovice (3700)
- Narodne zagonetke (800)
- Tri knjige narodnih junačkih pjesama
- Pjesme koje samo Turci Hercegovački pjevaju
- Narodno sujeverje i tumačenje snova
- Druga knjiga narodnih pripovijedaka
- Druga knjiga narodnih igara
- Crkve i manastiri u Hercegovini
- Glavni događaji za vlade Kneza Danila
- Život Vladike Rada Petra Petrovića II

### V češtině
- Žena dvou mužů – úvod František Sekanina, in: 1000 nejkrásnějších novel... č. 88; přeložil František Sekanina. Praha: J. R. Vilímek, 1915